# پادشاه آشین
پادشاه آشین (به کره‌ای: 아신왕)، (سلطنت: ۳۹۲~۴۰۵ میلادی)؛ او هفدهمین پادشاه بکجه یکی از سه پادشاهی کره و پسر ارشد پادشاه چیمنیو و برادر‌زاده پادشاه جینسا شانزدهمین پادشاه بکجه بود.
نام خانوادگی او بویو (부여) و نام‌ های او آشین (아신)، آبانگ (아방)، آهوا (아화) و آمی (아미) است. در سامگوک ساگی او به عنوان پادشاه آشین (아신왕) یا پادشاه آبانگ (아방왕) ثبت شده است، اما در نیهون شوکی به عنوان پادشاه آهوا (아화왕) یا پادشاه آمی (아미왕) ثبت شده است.

## پیش‌زمینه
بویو آشین پسر ارشد پانزدهمین پادشاه بکجه، پادشاه چیمنیو بود و پس از مرگ برادر چیمنیو، شانزدهمین پادشاه، پادشاه جینسا، که گفته می‌شود او او را کشته است، به سلطنت رسید.

## حکومت
در نیهون شوکی می گویند شبی که آشین به دنیا آمد، نور عجیبی تمام مکان را فرا گرفت. هنگامی که پادشاه چیمنیو درگذشت، عمویش پادشاه جینسا به جای او بر تخت نشست زیرا او جوان بود، اما هنگامی که سال ۳۹۲ میلادی پادشاه جینسا درگذشت او به تخت نشست. به گفته سامگوک ساگی و سامگوک یوسا، پادشاه آشین زمانی که پدرش، پادشاه چیمنیو، درگذشت، جوان بود، بنابراین عموی او پادشاه جینسا، به جای آن جانشین تاج و تخت شد. با این حال، به گفته نیهون شوکی، آشین ارتش تشکیل داد، پادشاه جینسا را برکنار کرد و بر تخت نشست.
بلافاصله پس از به سلطنت رسیدن، درسال ۳۹۳ پادشاه آشین ارتش را به ژنرال «جین مو» به عنوان رهبر سپرد تا قلمرو از دست رفته به گوگوریو را پس بگیرد. جین مو با ۱۰٫۰۰۰ سرباز به دژ گوانگمی‌ حمله کرد، اما ارتش گوگوریو قاطعانه از آن دفاع کرد و به دلیل کمبود تدارکات عقب نشینی کرد. درسال ۳۹۴ و ۳۹۵ میلادی، او با ارتش گوگوریو در دژ سوگوک و به‌سو جنگید، اما هر بار شکست خورد. پس از آن، با سازماندهی مجدد ارتش خود و ساختن دژهای دوقلو، به حفظ سیستم زمان جنگ ادامه داد. درسال ۳۹۸ میلادی، تلاشی برای فتح گوگوریو انجام شد، اما به دلیل علائم شوم نجومی متوقف شد. سال بعد، سربازان برای فتح اجباری شدند و ادامه خدمت سربازی منجر به از دست رفتن جان مردم شد. گوگوریو، شیلا و گایا، جین شرقی، مالگال، وا، هویان و غیره. گفته می‌شود که جمعیت به دلیل فرار بسیاری از مردم به کشورهای همسایه کاهش یافته است. درسال ۴۰۰ میلادی، بکجه با گایا و ژاپن برای حمله به شیلا متحد شد، اما توسط پادشاه گوانگ‌گه‌تو بزرگ که برای نجات شیلا آمده بود، شکست خورد.
در تابستان ماه ششم سال ۳۹۷ میلادی، پادشاه با ژاپنی ها روابط دوستانه برقرار کرد و ولیعهد بویو یانگ را به عنوان گروگان فرستاد. در پاییز ماه جولای، بازرسی گسترده‌ای از نیروهای متحد بکجه، ژاپن و گایا در جنوب دژ ویریه انجام شد. آنها با فرستادن فرستاده ای درسال ۴۰۲ میلادی و ملاقات درسال بعد، رابطه نزدیکی برقرار کردند.  درسال ۴۰۳ میلادی با جذب ژاپنی‌ ها و گایا دوباره به شیلا حمله کردند اما شکست خوردند و در سال ۴۰۴ با ژاپنی ها و گایا متحد شدند تا به منطقه دایبانگ گوگوریو حمله کنند اما هر بار شکست خوردند و فرار کردند. چرا، برقراری روابط دوستانه با گایا شبیه حمله سربازان چینگ به گوگوریو بود.

## مرگ
پادشاه آشین درسال ۴۰۵ میلادی درگذشت و با ناامیدی شاهد بود که پادشاهی قدرتمند او به آرامی به دست همسایه شمالی قدرتمندش گوگوریو افتاد. سه برادر او برای تاج و تخت می جنگیدند که به مرگ همه آنها و تاجگذاری پسر آشین ختم شد.

## خانواده
- پدر: پادشاه چیمنیو
- مادر: ملکه جین
  - برادر: بویو هونهه - در ژاپن به عنوان گروگان بود که فرزندانش در آنجا ماندند و قبیله آنکو را تأسیس کردند. توسط برادر کوچکترش، سولیه، که سعی داشت تاج و تخت را غصب کند، کشته شد.
  - برادر: بویو سولریه - به عنوان گروگان در ژاپن بود. برادرش هونهه را به قتل رساند تا تاج و تخت را غصب کند اما خودش توسط برادرزاده و نخست وزیر کشته شد.
  - برادر ناتنی: بوبو هونگ - درسال ۳۹۴ میلادی به عنوان وزیر امور داخلی (نسینجواپیونگ) منصوب شد.
- همسران و مسائل مربوط به آنها:

1. ملکه هه
  1. پسر نخست: بویو یونگ - ولیعهد ۳۹۴ میلادی، فرستاده شده به ژاپن درسال ۳۹۷ میلادی، هجدهمین پادشاه بکجه، پادشاه جونجی.
  2. دختر: شینجه‌دو، خواهر کوچکتر پادشاه جونجی که به امپراتور اوجین فرستاده شد تا به همراه ۷ خدمتکار در سی و نهمین سال سلطنت اوجین منتظر او باشند. او در ژاپن تابعیت خود را دریافت کرد، جایی که آنها او را «شیستسوهیمه» نامیدند.
2. صیغه ناشناس
  1. پسر دوم: بویو شین - برای اولین بار در فوریه ۴۰۷ میلادی به عنوان وزیر کشور (نسینجواپیونگ) منصوب شد و سپس درسال ۴۰۸ میلادی به عنوان وزیر ارشد (سانگجواپیونگ) که او در طول سلطنت سه پادشاه بر عهده داشت.

### تبارنامه
|  |  |             |             |             |             |             |             | پادشاه چیمنیو | پادشاه چیمنیو | پادشاه چیمنیو | پادشاه چیمنیو | پادشاه چیمنیو | پادشاه چیمنیو |              |              |              |              |              |              | ملکه جین | ملکه جین | ملکه جین | ملکه جین | ملکه جین | ملکه جین |             |             |             |             |             |             |  |  |  |  |  |  |  |  |  |  |  |  |  |  |  |  |
|  |  |             |             |             |             |             |             | پادشاه چیمنیو | پادشاه چیمنیو | پادشاه چیمنیو | پادشاه چیمنیو | پادشاه چیمنیو | پادشاه چیمنیو |              |              |              |              |              |              | ملکه جین | ملکه جین | ملکه جین | ملکه جین | ملکه جین | ملکه جین |             |             |             |             |             |             |  |  |  |  |  |  |  |  |  |  |  |  |  |  |  |  |
|  |  |             |             |             |             |             |             |               |               |               |               |               |               |              |              |              |              |              |              |          |          |          |          |          |          |             |             |             |             |             |             |  |  |  |  |  |  |  |  |  |  |  |  |  |  |  |  |
|  |  |             |             |             |             |             |             |               |               |               |               |               |               |              |              |              |              |              |              |          |          |          |          |          |          |             |             |             |             |             |             |  |  |  |  |  |  |  |  |  |  |  |  |  |  |  |  |
|  |  | پادشاه آشین | پادشاه آشین | پادشاه آشین | پادشاه آشین | پادشاه آشین | پادشاه آشین |               |               |               |               |               |               | بویو هونهه   | بویو هونهه   | بویو هونهه   | بویو هونهه   | بویو هونهه   | بویو هونهه   |          |          |          |          |          |          | بویو سولریه | بویو سولریه | بویو سولریه | بویو سولریه | بویو سولریه | بویو سولریه |  |  |  |  |  |  |  |  |  |  |  |  |  |  |  |  |
|  |  | پادشاه آشین | پادشاه آشین | پادشاه آشین | پادشاه آشین | پادشاه آشین | پادشاه آشین |               |               |               |               |               |               | بویو هونهه   | بویو هونهه   | بویو هونهه   | بویو هونهه   | بویو هونهه   | بویو هونهه   |          |          |          |          |          |          | بویو سولریه | بویو سولریه | بویو سولریه | بویو سولریه | بویو سولریه | بویو سولریه |  |  |  |  |  |  |  |  |  |  |  |  |  |  |  |  |
|  |  |             |             |             |             |             |             |               |               |               |               |               |               |              |              |              |              |              |              |          |          |          |          |          |          |             |             |             |             |             |             |  |  |  |  |  |  |  |  |  |  |  |  |  |  |  |  |
|  |  | بویو شینجی  | بویو شینجی  | بویو شینجی  | بویو شینجی  | بویو شینجی  | بویو شینجی  |               |               |               |               |               |               | پادشاه جونجی | پادشاه جونجی | پادشاه جونجی | پادشاه جونجی | پادشاه جونجی | پادشاه جونجی |          |          |          |          |          |          | بویو شین    | بویو شین    | بویو شین    | بویو شین    | بویو شین    | بویو شین    |  |  |  |  |  |  |  |  |  |  |  |  |  |  |  |  |

## تصویرسازی مدرن
- نقش یانگ کی وون را در سریال تلویزیونی افسانه محصول سال ۲۰۰۷ شبکه ام بی سی بازی کرد.[۴]
- نقش او را پارک جونگ-چول در سریال تلویزیونی گوانگ گائتو فاتح بزرگ، محصول ۲۰۱۱-۲۰۱۲ شبکه کی بی اس 1 بازی کرد.[۵]
- این نقش توسط لی سونگ چان در سریال تلویزیونی (وقایع نگاری کره) محصول سال ۲۰۱۷ شبکه کی بی اس به تصویر کشیده شده است.